# Sørbygdafeltet
Sørbygdafeltet (eller Starhellinga) är en tätort i Stange kommun i Innlandet fylke i östra Norge. Orten ligger vid fylkesväg 24, öster om kommunens centralort Stange.
Orten tillhörde tidigare dåvarande Romedals kommun i Hedmark fylke.